# ゲブ

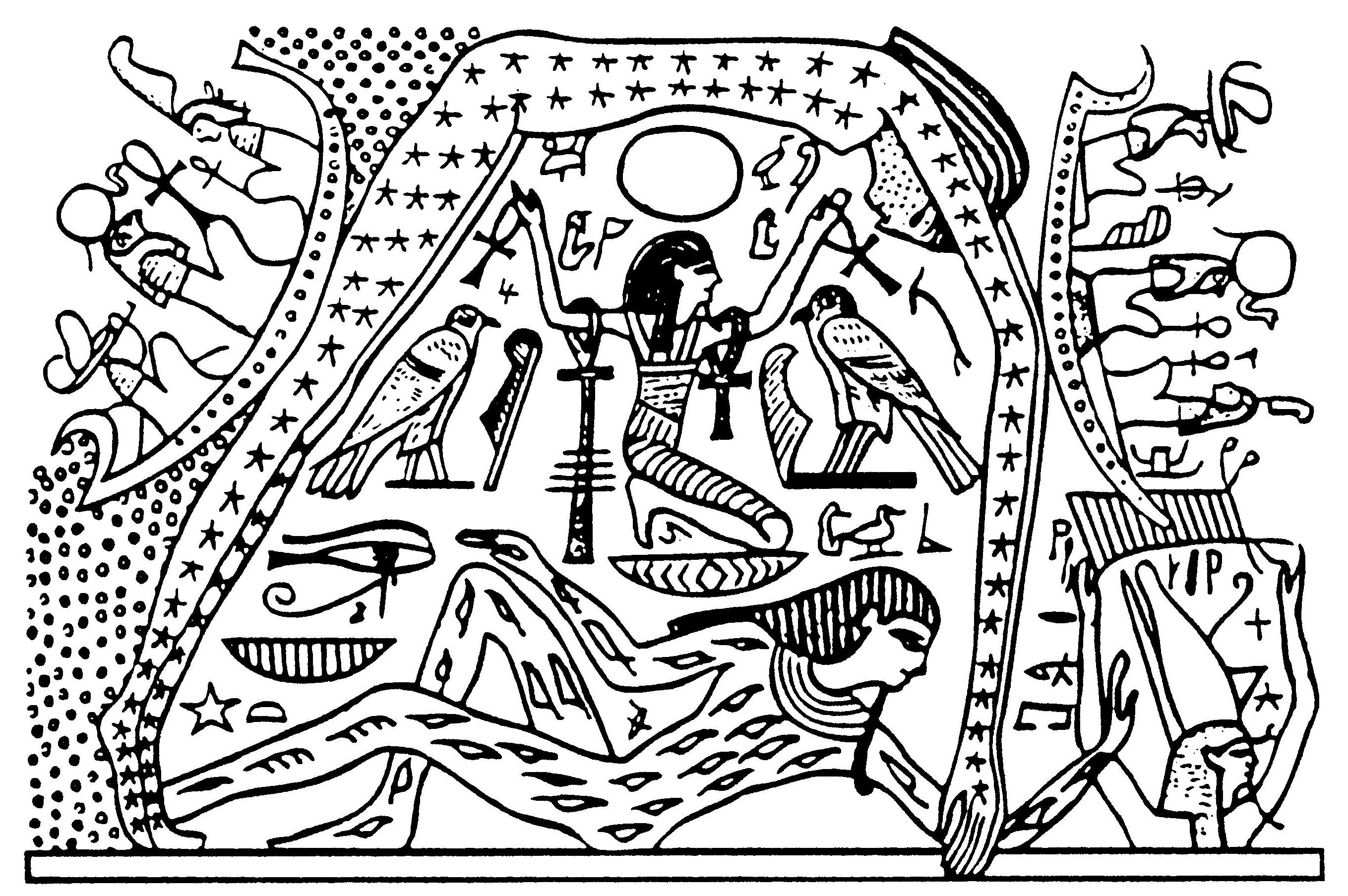
ゲブとヌト。

ゲブ（Geb）は、エジプト神話における大地の神。ヘリオポリス九柱神に数えられる。

## 概要
大気の神シューを父に持ち、湿気の女神テフヌトを母に持つ。配偶神は天空の女神ヌト。彼女との間に、冥界の神オシリス、豊穣の女神イシス、戦いの神セト、葬祭の女神ネフティスを成した。
妻のヌトと抱き合っている所を無理矢理シューによって引き離され、天と地とが分かれたとされる。この時、別れるのを嫌がったゲブの一部が隆起して山になったと言われる。
この神話は、エジプト神話の中でも特に有名で横たわったゲブの上にシューが立ち、ヌトを支える図像はよく知られている。

## 地震との関連
古代エジプトでは、ゲブが笑った（くしゃみとも）ところが地震の発生源と解釈されていた。